# سی‌ای‌پی‌اس (بافر)
سی‌ای‌پی‌اس (بافر) (به انگلیسی: CAPS (buffer)) با فرمول شیمیایی C۹H۱۹NO۳S یک ترکیب شیمیایی با شناسه پاب‌کم ۷۰۸۱۵ است. که جرم مولی آن ۲۲۱٫۳۲ g/mol می‌باشد. 